# 提摩尼姆商業園區站
提摩尼姆商業園區站（英語：Timonium Business Park station）為巴爾的摩輕軌的車站之一，其站址接近路什維爾站。本站原有停車場供通勤旅客使用，現已拆除。可轉乘MTA9號線巴士。

## 外部連結
- Schedules